# 산화 납(II)
산화 납(II)(Lead(II) oxide)은/는 분자식 PbO을 갖는 무기 화합물이다. 현대의 PbO의 용도는 대부분 납 기반 산업 유리, 그리고 컴퓨터 부품을 포함한 산업 세라믹스에 쓰인다. 양쪽성 산화물이다.

## 준비
{\displaystyle {\ce {PbO2->[{293 °C}] Pb12O19 ->[{351 °C}] Pb12O17 ->[{375 °C}] Pb3O4 ->[{605 °C}] PbO}}}

## 반응
PbO + CO → Pb + CO2

## 건강 문제
산화 납은 마시거나 삼킬 때 치명적일 수 있다. 피부, 눈, 호흡기를 자극한다. 잇몸조직, 중앙신경계, 장기, 혈액, 생식계에 영향을 준다. 식물과 포유류에 생물학적 축적이 가능하다.